# Zopilot selvàtic
El zopilot selvàtic (Cathartes melambrotus) és un ocell rapinyaire de la família dels catàrtids (Cathartidae). Habita zones boscoses de la conca de l'Amazones, al sud de Veneçuela i de Colòmbia, Guaiana, nord del Brasil, est de l'Equador i del Perú i nord de Bolívia. El seu estat de conservació es considera de risc mínim.
És l'espècie de mida més gran del seu gènere.